# John Hattig
John Duane Hattig (né le 27 février 1980 à Tamuning, Guam) est un ancien joueur professionnel de baseball.
Le 19 août 2006, il est le premier joueur de baseball natif de Guam à jouer dans un match de la Ligue majeure de baseball,. Hattig, un joueur de troisième but, dispute 13 matchs dans les majeures en 2006 avec les Blue Jays de Toronto. Il réussit 8 coups sûrs en 24 présences au bâton pour une moyenne de ,333 et récolte 3 points produits et 5 buts sur balles.
Repêché par les Red Sox de Boston au 25e tour de sélection en 1998, il passe l'essentiel de sa carrière en ligues mineures, où il joue de 1999 à 2007. Il est échangé des Red Sox aux Blue Jays de Toronto le 24 juillet 2004 contre le lanceur droitier Terry Adams.